# ویرجینیا فاکس بروکس
ویرجینیا فاکس بروکس (انگلیسی: Virginia Fox Brooks؛ ۲۹ ژانویه ۱۸۹۳ – ۱۹۷۱) بازیگر، مترجم، روزنامه‌نگار، نمایشنامه‌نویس و رمان‌نویس اهل ایالات متحده آمریکا بود.
از فیلم‌هایی که وی در آن‌ها نقش داشته است، می‌توان به صفحه آخر اشاره نمود.